# Willi Schneider (Skeletonpilot)

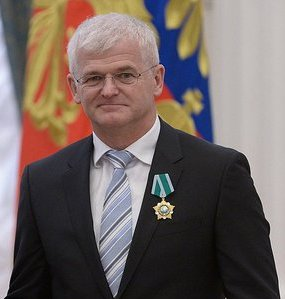
Willi Schneider bei der Verleihung des Ordens der Freundschaft 2014.

Wilfried „Willi“ Schneider (* 12. März 1963 in Mediaș, Rumänien) ist ein ehemaliger deutscher Skeletonfahrer und aktueller Skeletontrainer. Gegen Ende des 20. Jahrhunderts war Schneider einer der erfolgreichsten Skeletonsportler weltweit.
Willi Schneider debütierte im Januar 1992 bei einem Rennen in Königssee als 16. im Weltcup. In seinem dritten Rennen in Cortina d’Ampezzo kam er als Neunter erstmals unter die Top 10. In der Folgezeit konnte Schneider seine Leistungen immer weiter konsolidieren und verbessern. Im Dezember 1997 gewann er in La Plagne und Winterberg seine ersten Weltcuprennen. Insgesamt konnte Schneider vier Weltcuprennen gewinnen. Die Saison 1993/94 schloss er als Vierter des Gesamtweltcups ab, 1994/95 als Fünfter, 1995/96 erneut als Vierter und 1996/97 als Dritter. In der Saison 1997/98 gewann er den Gesamtweltcup. 1998/99 wurde er nochmals Vierter und 1999/2000 Sechster.
1992 nahm Schneider erstmals auch an Weltmeisterschaften teil. In Calgary erreichte er den 14. Platz. Ein Jahr später erreichte er in La Plagne schon den fünften Platz. 1995 in Lillehammer und 1997 in Lake Placid erreichte er diesen Platz erneut. 1998 gewann Schneider seinen ersten Weltmeistertitel in St. Moritz. Ein Jahr später in Altenberg gewann er Bronze. 2000 in Igls kam nochmals ein guter fünfter Rang hinzu. Karrierehöhepunkt war für Schneider die Teilnahme an den Olympischen Winterspielen 2002 in Salt Lake City, wo Skeleton zum ersten Mal seit 1948 wieder olympisch war. Schneider belegte hier den neunten Platz.
1992 konnte Schneider seinen ersten Titel bei Deutschen Meisterschaften gewinnen. 1994 bis 1997, 2000 und 2003 so konnte er gesamt neunmal den Titel gewinnen. Hinzu kommen 1998 und 1999 Vizemeistertitel hinter Andy Böhme und ein Dritter Platz 2001.
Nach seiner aktiven Karriere wurde Willi Schneider Trainer der kanadischen Nationalmannschaft. Hier war er als Trainer beispielsweise für drei Medaillen bei den Olympischen Spielen in Turin verantwortlich. Bei den Herren für Gold für Duff Gibson, Silber für Jeff Pain und bei den Damen für Bronze für Mellisa Hollingsworth. Bis auf Duff Gibson, der seine Karriere nach den Olympischen Spielen beendete, betreut Schneider die kanadischen Spitzenathleten auch nach den Spielen weiter. Bei den Olympischen Winterspielen 2010 in Vancouver gewann der von ihm betreute Jon Montgomery weiteres Gold. Nach Vancouver konnte Willi Schneider als Technikcoach für das US-Skeleton Team arbeiten und holte mit Katie Uhlander einen weiteren Weltmeistertitel. In der Saison 2012/13 wechselte Schneider als Cheftrainer nach Russland und gewann gleich im ersten Jahr mit Alexander Tretjakow für Russland den ersten Weltmeistertitel und bei den Frauen mit Elena Nikitina den Junioren-Weltmeistertitel und gleich darauf mit ihr auch den Europameistertitel. Im Olympiajahr 2013/14 gewannen Schneiders Athleten mit Alexander Tretjakow und Jelena Nikitina Gold und Bronze bei ihren Heimspielen. Aufgrund der Erfolge wurde Schneider 2014 der Orden der Freundschaft als staatliche Auszeichnung der Russische Föderation verliehen.